# Iglesia de San Benjamín (La Plata)

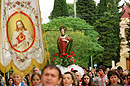
Procesión de San Benjamín.

La Iglesia San Benjamín, es una iglesia (o parroquia) ubicada en el barrio de Los Hornos, en La Plata, Provincia de Buenos Aires, Argentina. Se encuentra en la esquina de calle 57 y calle 140.

## Creación de la parroquia
Hace 128 años, más precisamente el 6 de septiembre de 1885 fue creado en Los Hornos el primer templo de esa barriada, la parroquia San Benjamín, que también ostenta el orgullo de haber sido la segunda parroquia en construirse en la ciudad capital de la provincia de Buenos Aires, después de la edificación de San Ponciano.
Dicho templo fue levantado en un solar que donara don Benjamín del Castillo, por entonces gobernador electo de la Provincia y fundador del primer consejo vecinal, una institución que antecedió en sus actividades a la creación de la municipalidad platense.
Durante treinta y dos años la capilla fue atendida pastoralmente en algunas ceremonias y fiestas de guardar, por el Padre Callagno, el canónico Enrique Gambier, y otros que ayudaban en algunas misas que se celebraban los días domingo.
Finalmente, el 16 de octubre de 1949, el obispo Tomás Solari firmó el decreto por el cual la antigua capilla se erigiría como parroquia, siendo su primer cura párroco el presbítero Antonio Stolfi.

## Biografía del Monseñor Antonio Luis Stolfi
Si bien los primeros años en la vida de la comunidad fueron muy duros, pues la zona estaba despoblada, destinada casi exclusivamente a la producción de ladrillos para la construcción de los edificios y casas de la Capital de la Provincia y obviamente, alejada -para aquellas épocas- del centro urbano, desde ese momento ha sevido fielmente a Dios y a los hermanos de la zona.
El padre Stolfi construyó el salón de actos, para que los vecinos pudieran reunirse y además disfrutar de su primer sala de cine. El sacerdote italiano era docente y muchas veces él mismo se encargaba de escribir y dirigir las obras teatrales que se representaban en dicho salón parroquial.
Las peñas folclóricas, las fogatas de San Juan, y las tradicionales kermesses, como así también las reuniones familiares con comida a la canasta iban acercando al Templo a la nueva feligresía.
Participó activamente en la acción comunitaria desarrollada por el Rotary Club y el Club de Leones de Los Hornos.
El 6 de agosto de 1950 se publica por primera vez el semanario "Surge" cuya dirección y fundación estuvo a cargo del párroco Stolfi, bajo el lema "...Un amigo para todos los hogares...". Este medio fue cobrando cada vez más impulso y reconocimiento gracias al empeño y colaboración constante del presbítero y los vecinos del barrio. Tan es así, que muchos años después gracias a la constante tarea de comunicación y difusión pastoral, en el año 1984 fue galardonado con el premio San Gabriel y en el 2007 con el premio Santa Clara de Asís.
Además de las actividades religiosas, en las inmediaciones de la parroquia comenzaron a funcionar los establecimientos educativos. En 1959 se creó la escuela primaria cuyo edificio fue inaugurado el 3 de septiembre de 1960, aunque lo primero en funcionar fue el jardín de infantes. La Escuela Secundaria San Benjamín funcionó durante sus primeros años en el salón de actos hasta que el 5 de marzo de 1962 pudo inaugurar también su propio edificio.
En nuestros días dichos establecimientos se encuentran en pleno funcionamiento y con alto prestigio educativo en la zona, contando con una matrícula de mil novecientos noventa y tres alumnos.
Posteriormente fueron naciendo diversas instituciones, primero Cáritas, luego una asociación de seguros de muerte por medio de la cual se procuraba que ninguna familia quedara desprotegida ante el fallecimiento de su titular, ulteriormente el Apostolado de la Oración, las Hijas de María, la Acción Católica, el Coro Santa Cecilia, la Juventud Obrera, la Liga de Madres y un instituto de catequesis reconocido diocesanamente en el cual se egresaba después de tres años de estudio.

## San Benjamín hoy
En la actualidad la parroquia se encuentran a cargo del Carlos Trillo, quien fue trasladado a la comunidad para continuar su labor pastoral con tanto empeño y ahínco como lo ha hecho siempre. Él ha sido el encargado de llevar a cabo la difícil tarea de recrear la parroquia, volver al concepto de un templo abierto y servidor y de una unidad educativa auténticamente evangelizadora.
Hoy, después de transcurridos 125 años desde su construcción la parroquia vuelve a tomar vida, vuelve a ser el centro geográfico y de reunión de la comunidad hornense. Desde el 20 de diciembre de 2006 se ha emprendido un minucioso trabajo encaminado a recuperar la valiosa construcción, respetando su imagen original. La obra apunta a recuperar sus colores originales y los frescos, con la ayuda de profesores y estudiantes de la Facultad de Bellas Artes de la Universidad Nacional de La Plata. Las obras de la parroquia San Benjamín van más allá de la restauración, se planea la creación de una Escuela de Oficios para mayores de 18 años sin título secundario ni ayuda de los planes sociales.
La remodelación requirió un detallado estudio de los frescos y una minuciosa investigación de los materiales y colores utilizados en cada rincón del templo. La parroquia de Los Hornos sorprende a los visitantes por su imponente estructura- está envuelta por pinturas en el cielorraso, en las paredes laterales y las columnas, cuya impronta y colores originales serán respetados con exactitud.
La restauración del templo también está dirigida a realzar el altar: se reducirá la altura de las columnas de mármol de Carrara que separan al sacerdote de los fieles. Además se colocará detrás del altar un nuevo Cristo crucificado hecho en resina por el artista platense Ricardo Collado. La cruz será de madera negra, con puntas de alpaca. El Cristo tendrá pelo corto y barba de varios días.
La parroquia hornense tendrá como imagen central la Virgen Inmaculada, que llegó a la localidad en la década del 50, traída por la congregación Hijas de María y representa la asunción de María a los cielos. La figura de la Inmaculada se ubicará al costado del Baptisterio, el que fuera traído en 1839 desde Francia.
La restauración es de carácter general, Además de los frescos y las imágenes, se realizó una puesta en valor del campanario donde, en la actualidad, no se podía ascender por falta de escaleras, de modo que se construyó una losa para sostener el campanario y se impermeabilizó todo el edificio para evitar la filtración de humedad. También se renovó el techado y hubo refacciones en el interior y exterior.
El templo también será dotado de tecnología de última generación como equipos de audio y equipos de aire acondicionado y calefacción. En lo que respecta a la iluminación, se colocarán faroles en los ingresos para resaltar el edificio.
Las obras de reconstrucción del templo se encuentran en la última etapa de ejecución, estimándose su fecha de reinauguración para el 21 de abril de 2007, para lo cual se celebrará un acto que convocará a los fieles y las autoridades municipales.
Además de las obras edilicias, la comunidad que integra el grupo parroquial sigue llevando a cabo diversas misiones solidarias entre ellas, el grupo de perseverancia, Cáritas parroquial y el grupo misionero de jóvenes encargado de visitar frecuentemente y colaborar con el barrio más pobre de su jurisdicción.
Ha sido un anhelo histórico de las sucesivas autoridades eclesiásticas que han estado a cargo de la parroquia, obtener la declaración de interés histórico y arquitectónico incorporado definitivamente al patrimonio cultural de la provincia de Buenos Aires, a la parroquia San Benjamín de Los Hornos.

## Historia
La Iglesia San Benjamín fue creada el 6 de septiembre de 1885 siendo la segunda iglesia de la ciudad de La Plata. Fue situada en un solar donado por el entonces Gobernador electo de la Provincia, don Benjamín del Castillo y doña Jacoba Ramiro Aragón. Esta iglesia tuvo, según varios historiadores, una alta relación con el crecimiento urbano del barrio Los Hornos.
En 1949, la Iglesia San Benjamín fue elevada a la categoría de parroquia y arribó allí el primer párroco, el reverendo Antonio Luis Stolfi, un sacerdote italiano que llegó al país con su padre, quien fue su Sacristán hasta sus últimos días. El Padre Stolfi con su pujanza crearía los colegios, que hoy día conforman el Complejo Educativo de Excelencia San Benjamín.
Desde el 6 de agosto de 1950, dicho sacerdote fundó el Semanario "Surge", dedicado a difundir información general de la parroquia de San Benjamín y de la zona en general. Un grupo de voluntarios distribuye sus dos mil ejemplares gratis y a domicilio.
Desde 1949 la parroquia San Benjamín comenzó a ser el epicentro de la actividad social y cultural del barrio de Los Hornos. Allí se localizaron una sala donde se brindaron obras de teatro y cine para la incipiente población de inmigrantes españoles e italianos que arribaron a la zona; que inmediatamente pasó a ser una de las más pujantes de La Plata. Logró que pasara un ramal "B" del micro Siete, por la puerta de las escuelas.
A fines de la década del 50 abrió la sala de 5 años del jardín de infantes, que funcionaba en el salón de actos, y que pasaría a ser una de las primeras de la ciudad de La Plata. La parroquia San Benjamín concentró desde el primer momento, además de los colegios (jardín de infantes, primario y secundario), grupos de exploradores y servicios de ayuda a la comunidad. Jamás dejó de estar al frente de la Dirección de las escuelas. Organizaba grandes campamentos de verano que dirigía personalmente. También por esa época, organizó grandes procesiones todos los 31 de marzo (la festividad de San Benjamín, Mártir), por la calle 57 y por la avenida 137, hasta la calle 62; que el mismo dirigía arengando con parlantes tipo bocinas desde una camioneta. Luego no faltaban las kermesses. Fue tal su sencillez y humildad que lo llevó a estar siempre junto a su gente. Instaló en el predio canchas de bochas con iluminación, y una calesita tirada por un caballo. Organizó las fogatas de San Pedro y San Pablo, todos los 29 de junio, con concurso y quema de muñecos incluida, en el campo detrás de la Iglesia que en esa época era baldío. No faltaba la presencia del Cuartel de Bomberos, ni tampoco las batatas asadas. Esto se repitió hasta que el avance de las construcciones lo permitió. También desde esa fecha, todos los 6 de enero (Día de Reyes), Melchor, Gaspar y Baltasar, recorren las calles del barrio, partiendo desde la centenaria Iglesia y repartiendo dulces y golosinas entre los niños de la zona.
Desde la década del 60 fue Capellán del Regimiento 7 de Infantería del Ejército. Creó el primer colegio mixto de Los Hornos. Dejó al frente de la dirección del colegio secundario al profesor Skrt, quien lo ayudó palmo a palmo en la evangelización de los jóvenes egresados. Hoy el colegio parroquial San Benjamín cuenta con una trayectoria de casi 50 años, que se ha ido gestando con el correr del tiempo, y con el esfuerzo de quienes han creído en este establecimiento educativo, como tarea privilegiada de formación cristiana. Un ideario que tuvo como pilares la evangelización de los educandos y sus familias. La institución era elegida tradicionalmente durante generaciones como educadora. Todo fue posible gracias a la visión de su fundador, el padre Stolfi, que planeó una Unidad Educativa de trayectoria en Los Hornos.